# William D. Brewer
William Dodd Brewer, född 4 april 1922 i Middletown i Connecticut, död 10 februari 2009 i Hingham i Massachusetts, var en amerikansk diplomat.
Brewer utexaminerades 1943 från Williams College i Massachusetts och tjänstgjorde sedan i andra världskriget. Efter kriget studerade han vid Tufts University och undervisade vid Williams College och Bowdoin College. År 1947 inledde Brewer sin karriär som diplomat. Efter diplomatkarriären undervisade han vid Occidental College.
Brewer tjänstgjorde som USA:s ambassadör i Mauritius 1970–1973 och i Sudan 1973–1977.